# منظومة حركة
يقصد بمنظومة الحركة في تصميم المركبات مكان المحرك والإطارات المتحركة من المركبة. وهناك العديد من التوليفات المختلفة لمكان المحرك والعجلات المتحركة في مركبات اليوم، وتحديد موقع كل منها يعتمد على الهدف من استخدام السيارة. هناك عدة العوامل تؤثر على اختيار التصميم تشمل التكلفة ودرجة الصعوبة والاعتمادية ومساحة الركاب وصندوق الأمتعة وتوزيع الوزن وتحقيق التحكم المرغوب في قيادة السيارة.
يمكن تقصيم منظومات الحركة بشكل تقريبي إلى صنفين: حركة بالعجلات الأمامية وحركة بالعجلات الخلفية. وأما المركبات التي تتحرك بالعجلات الأربعة، فقد تميل إلى أحد هذين الصنفين اعتمادًا على طريقة توزيع الطاقة على العجلات.

## منظومة حركة بالعجلات الأمامية

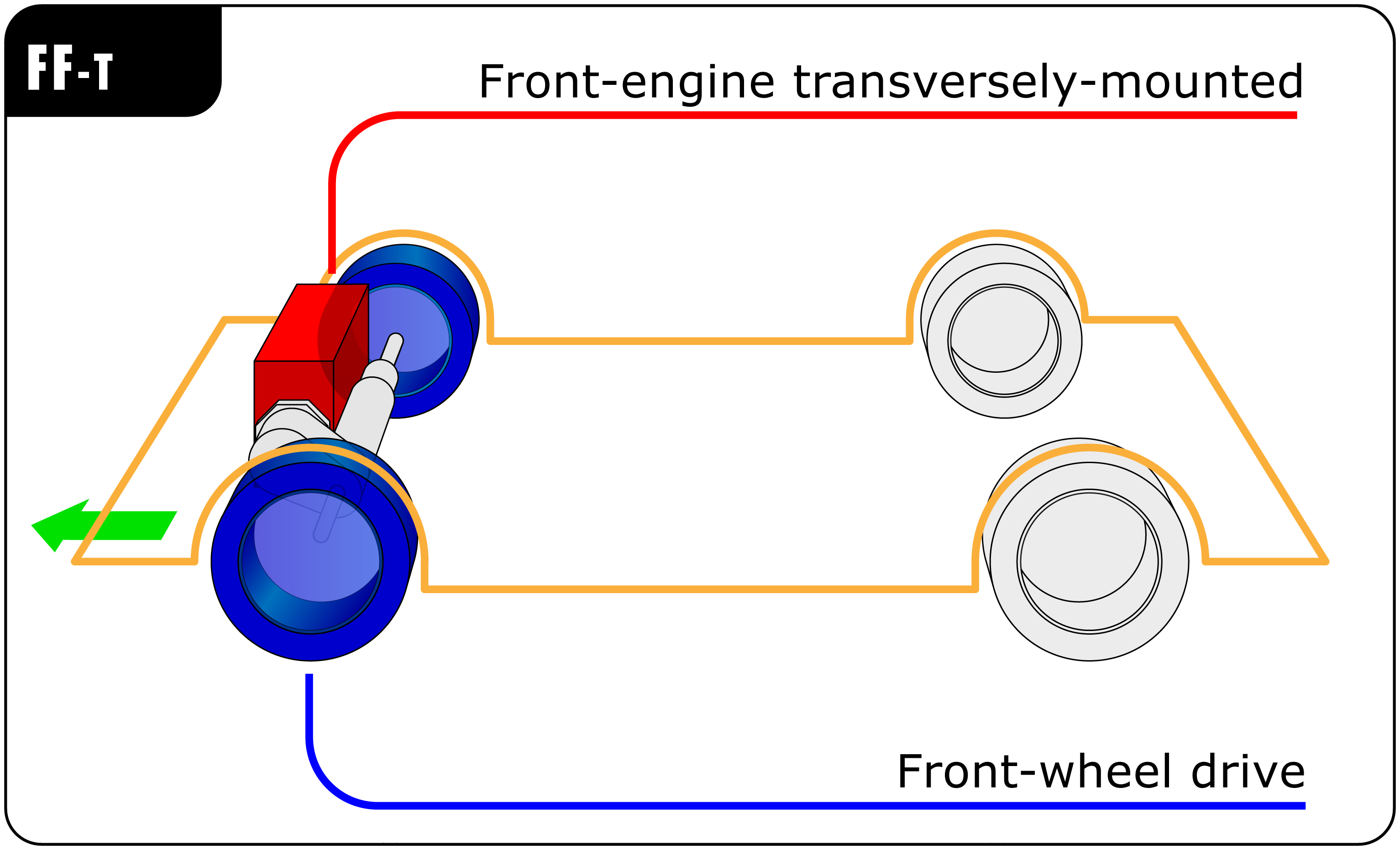
محرك أمامي عرضي وحركة بالعجلات الأمامية

منظومة الحركة بالعجلات الأمامية هي التي تدور فيها العجلات الأمامية لتحريك المركبة، والمنظومة الأكثر استخدامًا في سيارات اليوم هي ذات محرك أمامي وحركة بالعجلات الأمامية ويكون المحرك أمام المحور الأمامي لإدارة العجلات الأمامية.

## منظومة الحركة بالعجلات الخلفية

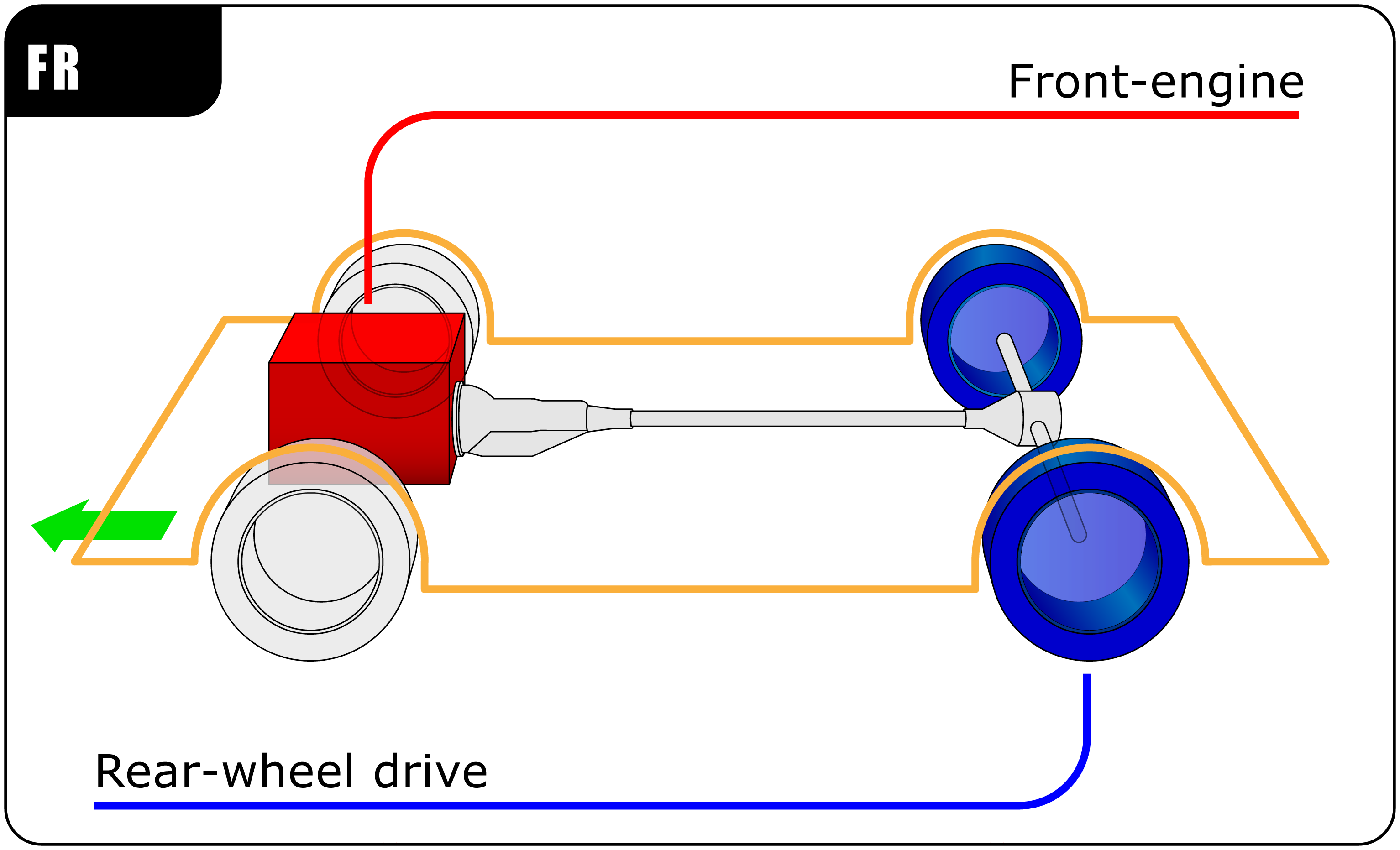
محرك أمامي ودفع خلفي

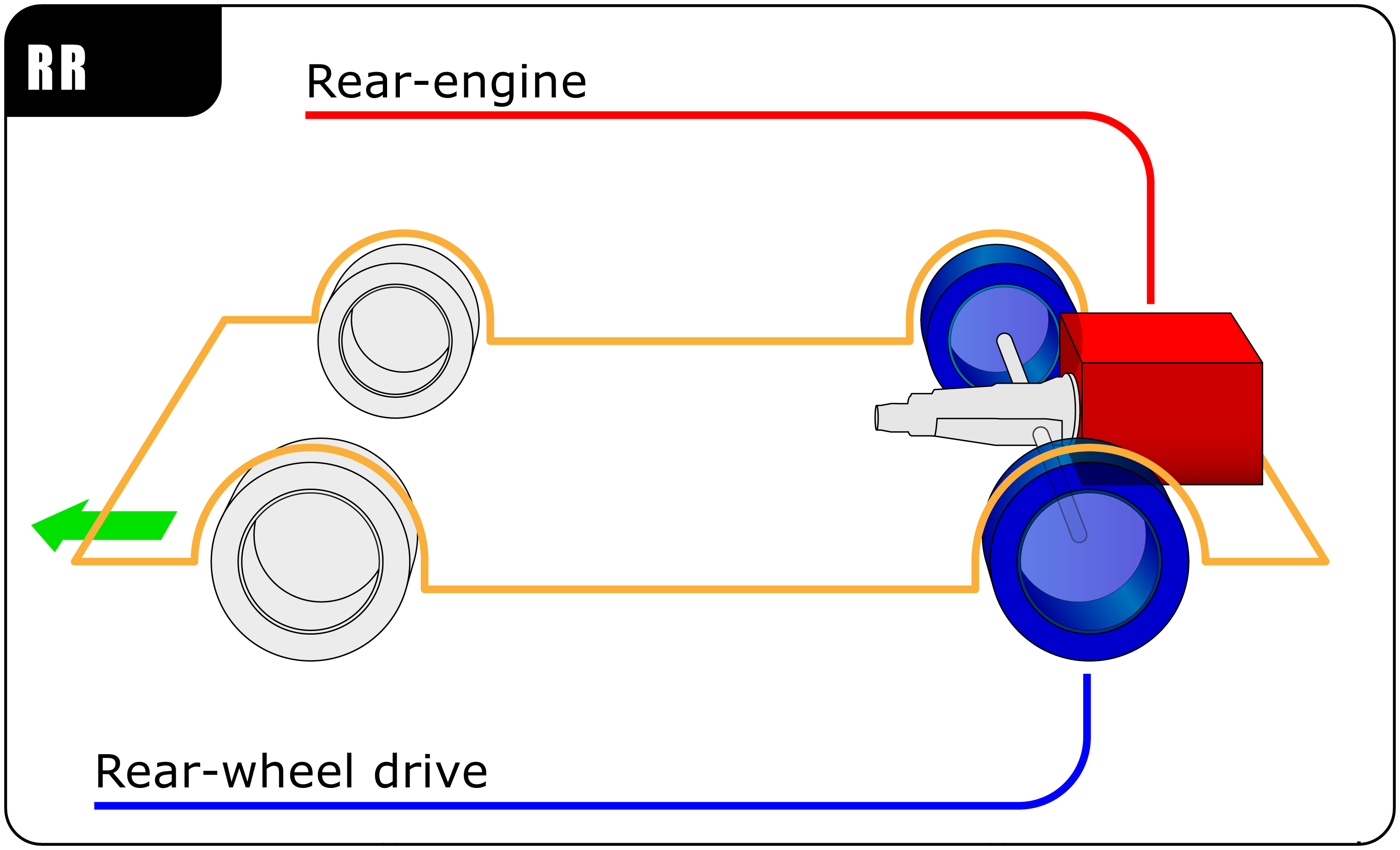
محرك خلفي ودفع خلفي

في مركبات الدفع الخلفي يوضع المحرك عادة في الجهة الأمامية من المركبة والعجلات المتحركة تكون في الخلف، وهي توليفة تعرف بمنظومة محرك أمامي ودفع خلفي. وهناك منظومات أخرى مستخدمة مثل محرك أمامي وسطي ومحرك خلفي وسطي.